# Praktsporrspindel
Praktsporrspindel (Cheiracanthium elegans) är en spindelart som beskrevs av Tord Tamerlan Teodor Thorell 1875. Praktsporrspindel ingår i släktet Cheiracanthium och familjen sporrspindlar. Enligt den svenska rödlistan är arten nära hotad i Sverige. Arten förekommer i Götaland. Artens livsmiljö är skogslandskap, jordbrukslandskap. Inga underarter finns listade i Catalogue of Life.